# Erpodium holstii
Erpodium holstii là một loài rêu trong họ Erpodiaceae. Loài này được Broth. mô tả khoa học đầu tiên năm 1894.